# خواب چندمرحله‌ای

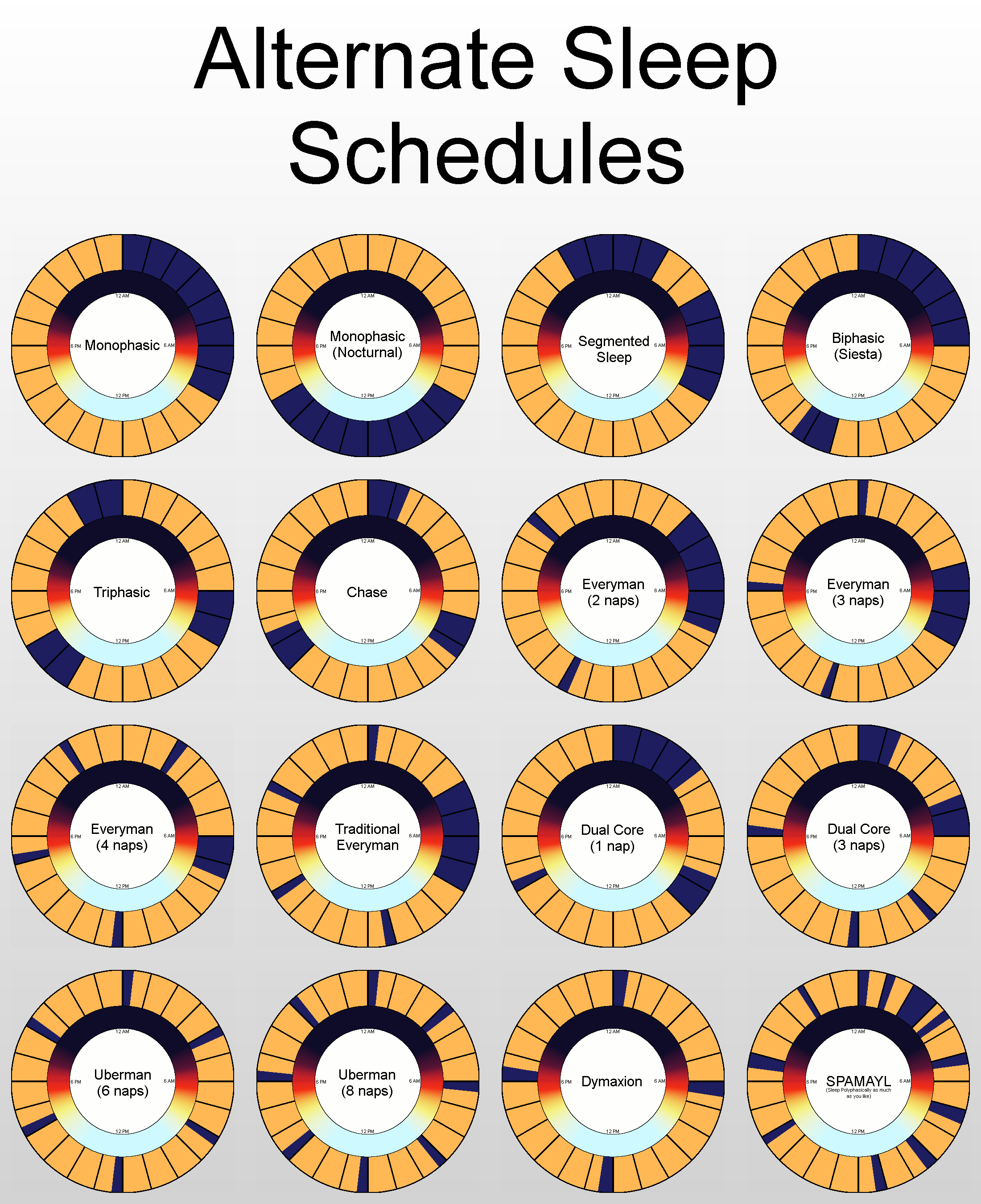
الگوهای مختلف خواب، شامل خواب چند مرحله‌ای

خواب چند مرحله‌ای به خوابیدن در چندین نوبت در طول ۲۴ ساعت گفته می‌شود. با توجه به خواب دو مرحله‌ای (انگلیسی: Biphasic sleep) که به معنای دو دوره خواب است، خواب چندمرحله‌ای معمولاً به خوابیدن در بیش از دو دوره خواب اطلاق می‌شود. نقطه مقابل آن خواب تک‌مرحله‌ای (انگلیسی: Monophasic sleep) به معنای یک دوره خواب واحد در ۲۴ ساعت می‌باشد. اصطلاح خواب چند مرحله‌ای اولین بار در اوایل قرن بیستم توسط روان‌شناس جی. اس. زیمانسکی استفاده شد.
در حالی که امروزه خواب تک‌مرحله‌ای به عنوان هنجار خوابیدن در نظر گرفته می‌شود، بررسی تاریخی نشان می‌دهد که خواب چندمرحله‌ای در شب، با نام خواب قطعه‌ای (انگلیسی: Segmented sleep)، قبل از صنعتی شدن در جوامع رایج بوده است.
با وجود اینکه برخی افراد داوطلبانه این الگو را انجام می‌دهند، این شیوه خوابیدن می‌تواند ناشی از اختلال خواب و بیداری نامنظم باشد. برخی افراد، از شیوه خوابیدن چند مرحله‌ای برای افزایش بهره‌وری استفاده می‌کنند، اما هنوز پژوهشی بازدهی این روش را تأیید نکرده و تحقیقات، خوابیدن در چندین مرحله را توصیه نمی‌کنند.

## خواب دو مرحله‌ای
خواب دو مرحله‌ای الگویی از خواب است که در یک دوره ۲۴ ساعته به دو بخش تقسیم می‌شود.

### چرت واحد (قیلوله)
یک نمونه از الگوی خواب دو مرحله‌ای در فرهنگ، قیلوله است که به معنای چرت زدن در اوایل بعد از ظهر، اغلب پس از وعده غذایی ظهر می‌باشد.

### خواب «اول» و «دوم» تاریخی
نوع دیگری از خواب دو مرحله‌ای می‌باشد که دارای دو مرحله خواب شبانه با فاصله تقریبی یک ساعت بین دو خواب است. این الگو در جوامع پیشاصنعتی رایج بود و رایج‌ترین زمان‌بندی آن، زود خوابیدن (خواب اول)، بیدار شدن در حوالی نیمه‌شب و خوابیدن پس از مدتی گذر زمان (خواب دوم) بود.

## الگوهای آزمایشی

### اوری‌من
الگوی اوری‌من (انگلیسی: Everyman) شامل ۳ ساعت خواب در طول شب (خواب اصلی؛ انگلیسی: Core sleep) و سه چرت ۲۰ دقیقه‌ای در طول روز است. در مجموع ۴ ساعت خواب برای یک دوره ۲۴ ساعته در اختیار می‌گذارد.

### اوبرمن
الگوی اوبرمن به صورت یک چرت ۲۰ دقیقه‌ای در هر چهار ساعت است که در مجموع ۶ چرت و نهایتاً ۳ ساعت خواب در یک دوره ۲۴ ساعته می‌شود.

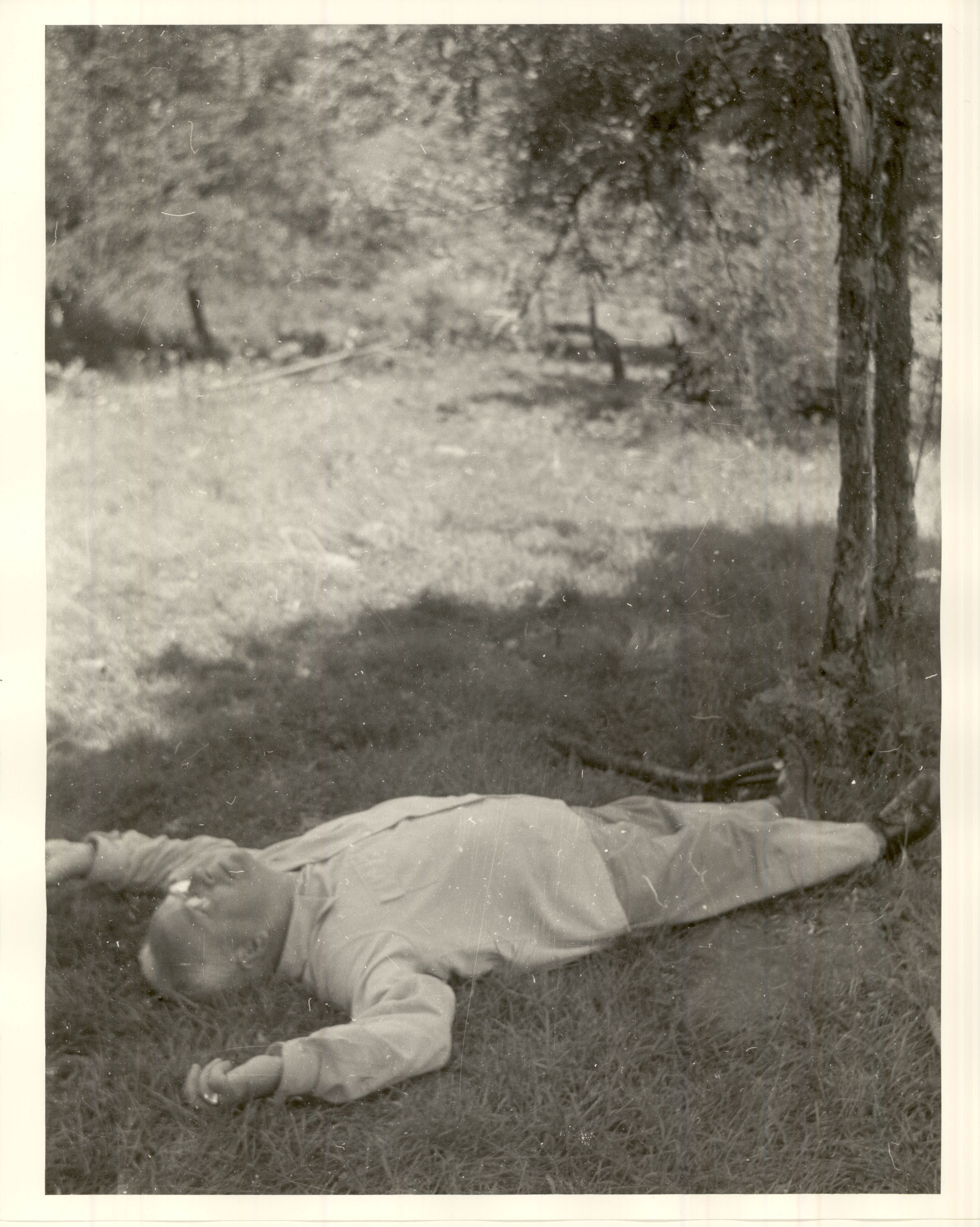
باکمینستر فولر، در حال خواب

### دایمکشن
الگویی است که توسط باکمینستر فولر ابداع شد و شامل یک چرت ۳۰ دقیقه ای در هر ۶ ساعت است. مجله تایمز در سال ۱۹۴ این الگو را معرفی کرد. فولر به مدت دو سال از این الگو استفاده کرد و در این مدت «هوشیارترین حالت خود را تجربه کرد»، با این حال، به علت اختلال این شیوه با خواب عادی شرکای تجاری‌اش، مجبور به ترک آن شد.

الگوی دومرحله‌ای، با چرت کوتاه نیم‌روزی
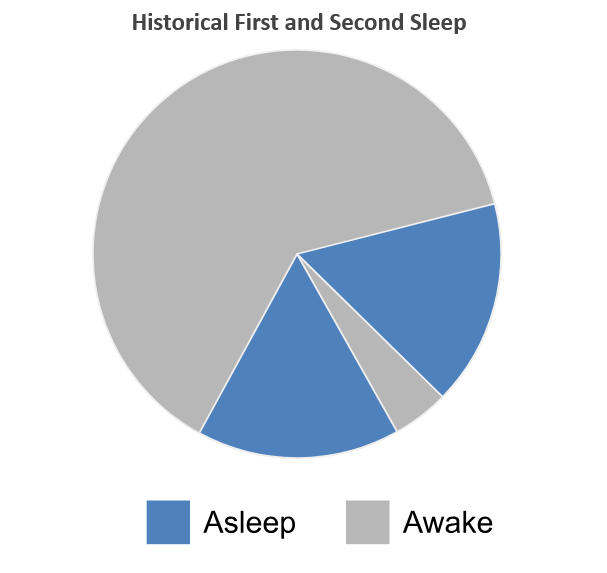
الگوی دومرحله‌ای «خواب اول و دوم»؛ متداول در جوامع پیشاصنعتی
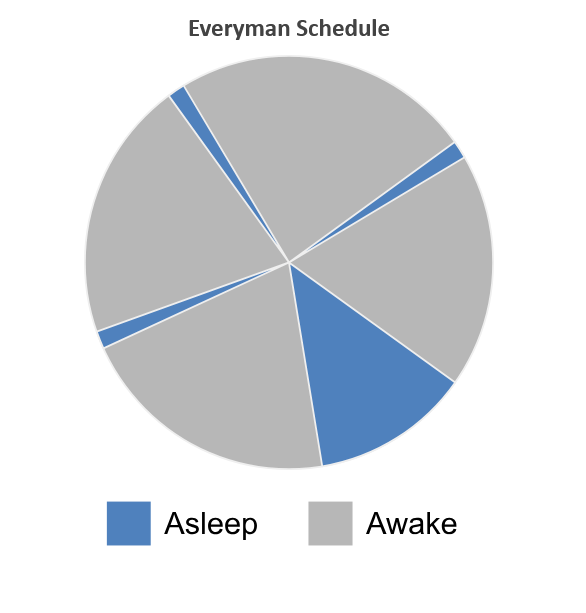
الگوی اوری‌من، خواب شبانه به همراه چندین چرت کوتاه در روز
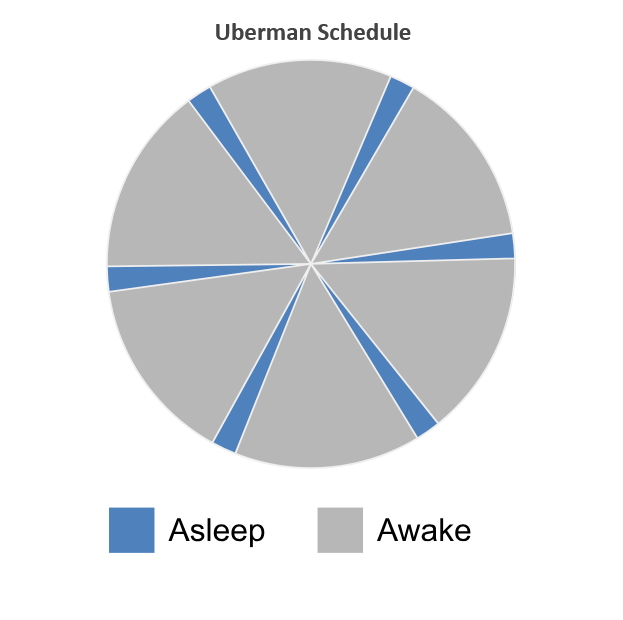
الگوی «اوبرمن»، خواب تقسیم به شده به چرت‌های کوتاه
الگوی «دایمکشن»، خواب تقسیم‌شده به چرت‌های بلندتر و فاصله زمانی بیشتر نسبت به «اوبرمن»